# 通河县融媒体中心
通河人民广播电台位于黑龙江省哈尔滨市通河县的一个广播电台，于2012年2月8日开播。内容以生活节目为主，广播范围为哈尔滨市通河县，全天16小时播音。

## 主要节目
- 清晨放歌
- 1067故事会
- 乡村巴士
- 路上阳光
- 资讯连联播
- 法制之声
- 淘我所爱
- 音你而乐
- 1067有声剧场
- 开心生活秀
- 美食美客
- 音乐不打烊
- 月光小站
- 今晚难得
- 晚安曲